# Delling Motors Company
Delling Motors Company war ein US-amerikanischer Hersteller von Kraftfahrzeugen. Eine andere Quelle verwendet die Firmierung Delling Steam Motor Company.

## Unternehmensgeschichte

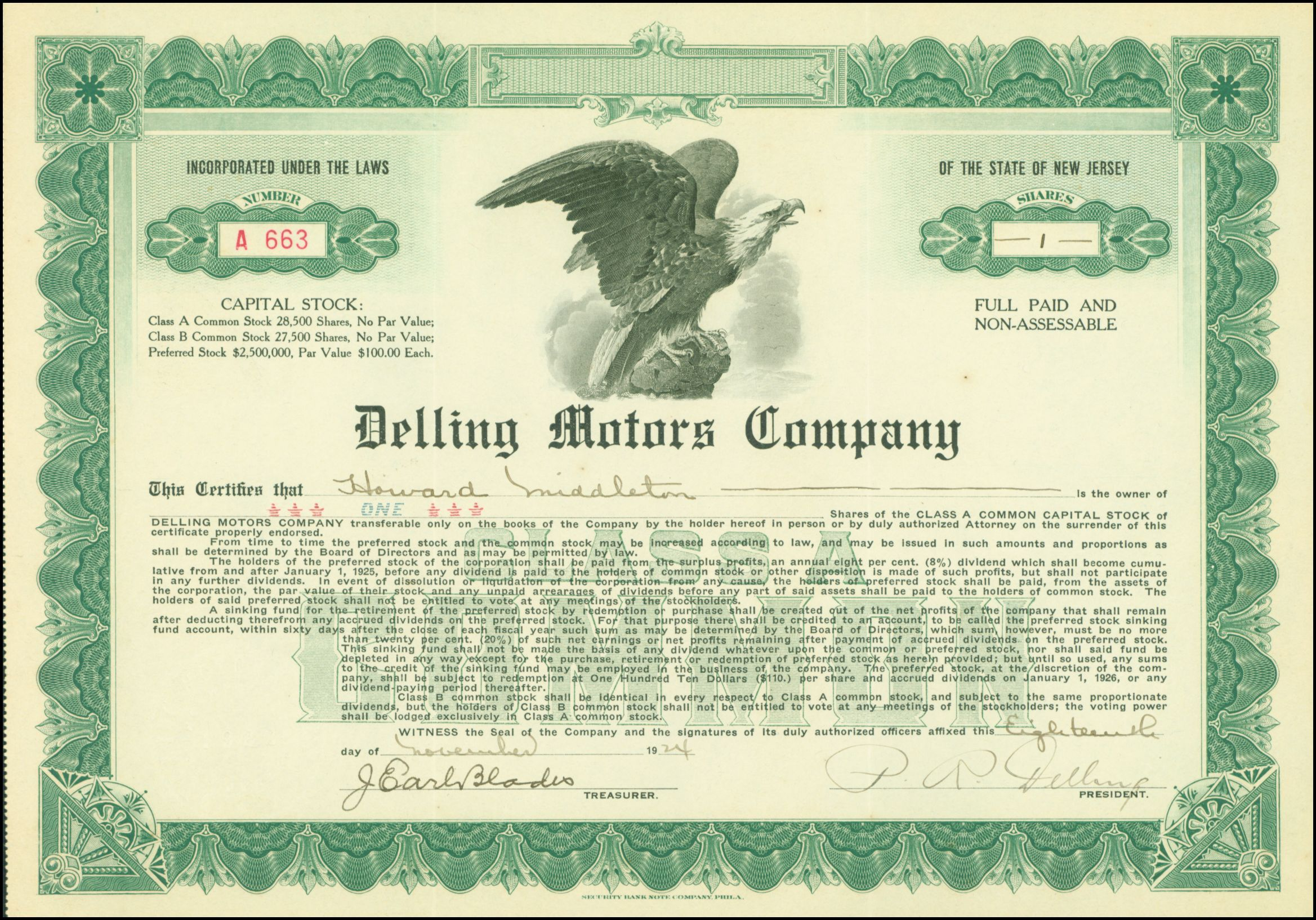
Aktie der Delling Motors Company vom 18. September 1924

Eric H. Delling gründete 1922 zusammen mit seinen Brüdern das Unternehmen in Philadelphia in Pennsylvania. Das Werk befand sich in West Collingswood in New Jersey. 1924 begann die Produktion von Automobilen. Der Markenname lautete Delling. 1927 endete die Produktion von Personenkraftwagen. Nutzfahrzeuge wurden bis zur Geschäftsaufgabe 1930 gefertigt.

## Fahrzeuge
Im Angebot standen Dampfwagen. Ein Dampfmotor mit drei Zylindern trieb die Fahrzeuge an. Die Leistung sollte einem Zwölfzylinder-Ottomotor entsprechen. Das Fahrgestell hatte 320 cm Radstand. Zur Wahl standen Tourenwagen und Limousinen.

## Produktionszahlen
Insgesamt entstanden 92 Pkw.
| Jahr  | Produktionszahl |
| ----- | --------------- |
| 1924  | 33              |
| 1925  | 26              |
| 1926  | 22              |
| 1927  | 11              |
| Summe | 92              |